# Poreotics
Poreotics, auch bekannt als Poreotix, ist eine Tanzgruppe aus Westminster, Kalifornien. Aktuelle Mitglieder sind: Matt (Dumbo) Vinh Quan Nguyen, Charles Viet Nguyen, Can Trong Nguyen, Lawrence (Law) Bravo Devera, Justin (Jet Li) Victor Valles und Andrew-Chad (Chad) Fausto Mayate. Die Gruppe wurde 2007 gegründet und ist spezialisiert auf Popping, Choreographie und Robotertechnik. Der Name besteht aus den drei Eigenschaften im Englischen (popping, choreography und robotics = Po-reo-tics). Sie sind bei zahlreichen Hip-Hop-Wettbewerben aufgetreten. 2009 gewannen sie beim Hip Hop Dance Championships. Aber der wohl wichtigste Wettbewerb war die fünfte Staffel von America’s Best Dance Crew, in der sie den 1. Platz belegten.
Sie sind bekannt für ihre dunklen Sonnenbrillen, die sie bei (fast) jedem Auftritt tragen. Jet-Li hatte gesagt, sie tragen die Brillen, weil es mehr Charakter hat. Als sie vom Moderator von America's Best Dance Crew danach gefragt wurden, hatte Can Nguyen gesagt „Okay, es ist weil wir Asiaten sind, und wir die kleinen Augen haben... also, und wir mögen Roboter.“

## Geschichte
Poreotics wurde gegründet in Westminster, California von Matt (Dumbo) Nguyen, Can Nguyen und Charles Nguyen im Dezember 2007. Später kamen noch Lawrence (Law) Devera und Justin (Jet-Li) Valles dazu. 2009 entschied sich das Team Chad Mayate für Justin Valles in den Hip Hop Dance Championships 2009 zu ersetzen. Das Team machte den ersten Platz und Chad Mayate bekam einen festen Platz im Team. Fünf von ihnen (Dumbo, Can, Charles, Law, and Chad) waren ebenfalls Mitglieder des PAC Modern Dance Troup.

## Musikvideos
Poreotics ist bei einem Video von Justin Bieber und Usher (Somebody to Love) und von Bruno Mars (The Lazy Song) dabei.